# Conraua
A Conraua a kétéltűek (Amphibia) osztályába, a békák (Anura) rendjébe és a Conrauidae család egyetlen neme.

## Előfordulása
A nembe tartozó fajok Nyugat-Afrika trópusi vidékein, Etiópiában és Eritreában honosak.

## Rendszerezés
A nembe az alábbi fajok tartoznak:
- Conraua alleni (Barbour and Loveridge, 1927)
- Conraua beccarii (Boulenger, 1911)
- Conraua crassipes (Buchholz and Peters, 1875)
- Conraua derooi Hulselmans, 1972
- Góliátbéka (Conraua goliath) (Boulenger, 1906)
- Conraua robusta Nieden, 1908